# Bahía de Bakú
La bahía de Bakú (en azerí: Bakı körfəzi) es un puerto natural del puerto de Bakú y el club náutico local, en la costa sur de la península de Absheron en Azerbaiyán.
Tiene una superficie de 50 km² y una costa de 20 km. La bahía está bordeada por el cabo del Sultán, en el este, el cabo del Shikh en el suroeste y las islas de Qum, Dash Zira y Boyuk Zira en el sur y el sudeste. Estas islas forman parte del archipiélago de Bakú que se encuentra principalmente dentro de la bahía. Ahí está el Bulevar de Bakú en la orilla del mar. Durante las fuertes tormentas y vientos, la altura de las olas en la bahía puede alcanzar 1,5 m. 